# 松原西
松原西（まつばらにし）は、青森県弘前市の地名。郵便番号は036-8142。

## 地理
- 松原東と同様、青森県道127号石川土手町線沿いにあり、県道の西側・弘南鉄道大鰐線聖愛中高前駅、千年駅間に位置。北は中野、県道127号をはさんで東は松原東、東南は小栗山、南は千年、大鰐線の線路をはさんで西は富士見台に接する。
- また特徴として、町の南に公務員宿舎がある。

## 歴史

### 地名の由来
- 松原東と同様、名残の松がよく残っていた地域の東側にあたることにちなんだもの。

### 沿革
- 1968年（昭和43年） - 最初は松原西一～三丁目であった。
- 1973年（昭和48年） - 取上・大清水の一部を併せる。

## 世帯数と人口
2017年（平成29年）6月1日現在の世帯数と人口は以下の通りである。
| 丁目         | 世帯数  | 人口    |
| ------------ | ------- | ------- |
| 松原西一丁目 | 248世帯 | 519人   |
| 松原西二丁目 | 305世帯 | 660人   |
| 松原西三丁目 | 104世帯 | 228人   |
| 計           | 657世帯 | 1,407人 |

## 交通
- 弘南バス
  - 松原、松原東三丁目、上松原（弘前駅 - 小栗山線、他）停留所。
  - 千年(弘前駅 - 狼森・自衛隊・座頭石線、狼森 - 南高校線)停留所。

- 弘南鉄道大鰐線千年駅 - 松原西三丁目が近い。

## 施設

### 医療
- 竹沢歯科クリニック
- ふくい歯科クリニック
- 今村クリニック

### 商業
- 船水電気商会

## 小・中学校の学区
市立小・中学校に通う場合、学区は以下の通りとなる。
| 町丁         | 番・番地 | 小学校             | 中学校           |
| ------------ | -------- | ------------------ | ---------------- |
| 松原西一丁目 | 全域     | 弘前市立松原小学校 | 弘前市立南中学校 |
| 松原西二丁目 | 全域     | 弘前市立松原小学校 | 弘前市立南中学校 |
| 松原西三丁目 | 全域     | 弘前市立千年小学校 | 弘前市立南中学校 |